# (100696) 1997 YJ14
(100696) 1997 YJ14 es un asteroide perteneciente al cinturón de asteroides descubierto el 31 de diciembre de 1997 por Takao Kobayashi desde el Observatorio de Ōizumi, Ōizumi, Japón.

## Designación y nombre
Designado provisionalmente como 1997 YJ14.

## Características orbitales
1997 YJ14 está situado a una distancia media del Sol de 2,575 ua, pudiendo alejarse hasta 3,189 ua y acercarse hasta 1,962 ua. Su excentricidad es 0,238 y la inclinación orbital 3,047 grados. Emplea 1509,97 días en completar una órbita alrededor del Sol.

## Características físicas
La magnitud absoluta de 1997 YJ14 es 15,3. Tiene 1,953 km de diámetro y su albedo se estima en 0,463. 